# Bulatovići
Ne doit pas être confondu avec Bulatovci ou Bulatović.
Bulatovići (en cyrillique : Булатовићи) est un village de Bosnie-Herzégovine. Il est situé dans la municipalité de Konjic, dans le canton d'Herzégovine-Neretva et dans la fédération de Bosnie-et-Herzégovine. Selon les premiers résultats du recensement bosnien de 2013, il compte 51 habitants.

## Histoire
Sur le territoire du village se trouve la nécropole de Dub qui abrite 55 stećci, un type particulier de tombes médiévales ; cet ensemble est inscrit sur la liste des monuments nationaux de Bosnie-Herzégovine.

## Démographie

### Évolution historique de la population
| 1948 | 1953 | 1961 | 1971 | 1981 | 1991 | 2013 |
| ---- | ---- | ---- | ---- | ---- | ---- | ---- |
| -    | -    | 112  | 98   | 105  | 97   | 51   |

|  |

### Communauté locale
En 1991, la communauté locale de Bulatovići comptait 798 habitants, répartis de la manière suivante :